# 比特鲁特国家森林

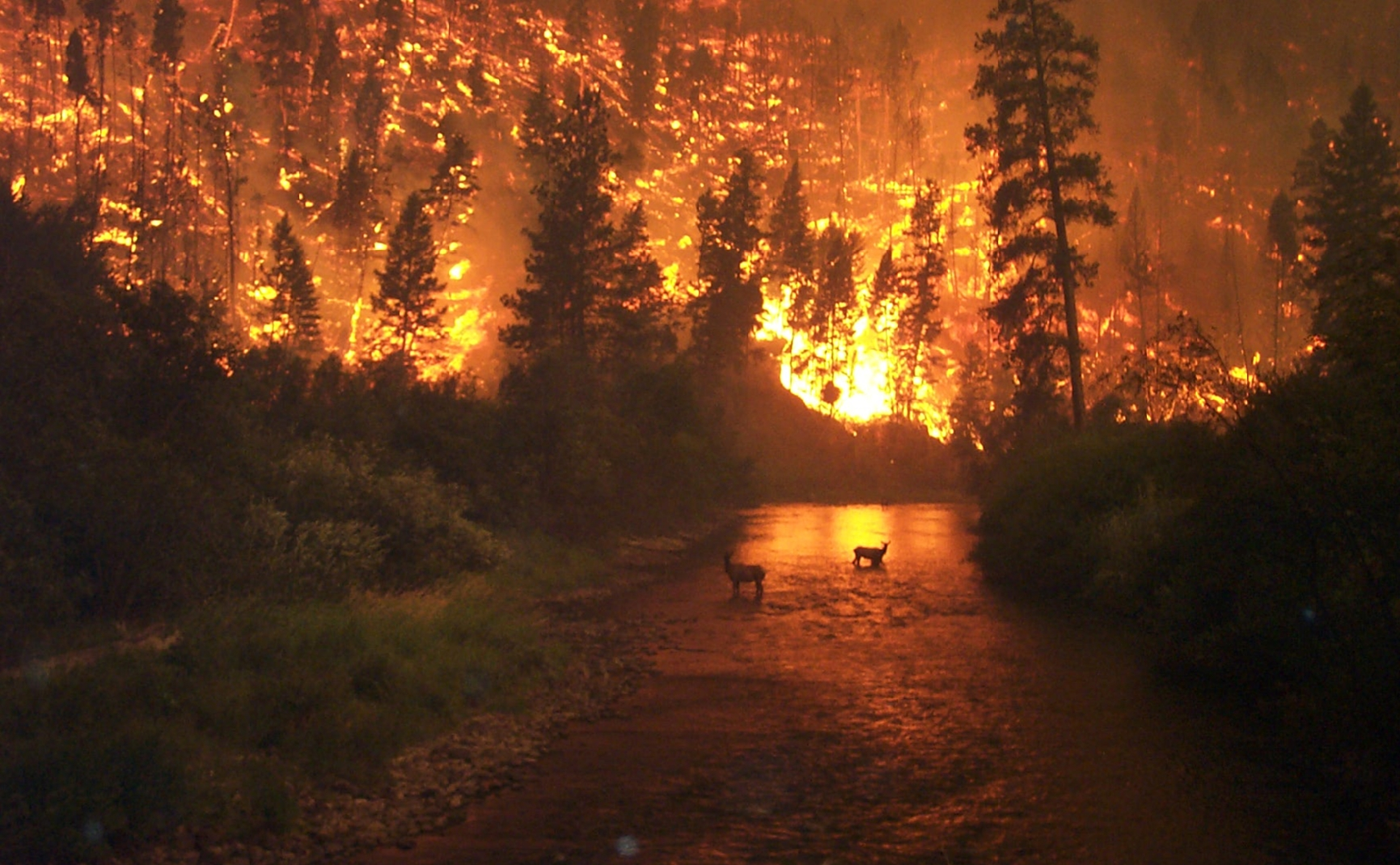
森林中的山火，2000年8月6日拍摄

比特鲁特国家森林（英語：Bitterroot National Forest）是一处美国国家森林，占地面积1,587 × 103英畝（6,420平方），地处美国蒙大拿州中西部，爱达荷州西部。它主要位于蒙大拿州的拉瓦利縣（70.26%的森林面积），但也有在爱达荷州愛達荷縣（29.24%）和蒙大拿州米蘇拉縣（0.49%）有所分布。